# Borsodivánka
Borsodivánka ist eine Gemeinde im Komitat Borsod-Abaúj-Zemplén.

## Geografische Lage
Borsodivánka liegt im Norden Ungarns, 70 Kilometer vom Komitatssitz Miskolc entfernt.
Nachbargemeinden sind Egerlövő 4 km, Négyes 4 km und Poroszló 7 km entfernt.
Die nächste Stadt Mezőkövesd ist etwa 15 km von Borsodivánka entfernt.